# Oshkosh M-ATV
Der Oshkosh M-ATV (MRAP–All Terrain Vehicle), teilweise in der Schreibung MATV, ist ein mit Luftfahrzeugen transportierbarer Militär-Geländewagen des amerikanischen Fahrzeugherstellers Oshkosh. Er ersetzt teilweise den Humvee.

## Auslieferung
Im Oktober 2009 wurden die ersten M-ATV bei der US-Armee in den Dienst gestellt.
Insgesamt lieferte Oshkosh 8.722 M-ATV an die US Army, wovon diese (Stand 2015) nach dem Abzug aus Irak und dem fast vollständigen Abzug aus Afghanistan 5.651 (einschließlich 250 für das United States Special Operations Command,  SOCOM), also etwa 65 Prozent, im Bestand behält.

## Einsatzgeschichte
Die Fahrzeuge wurden zunächst hauptsächlich in Afghanistan und im Irakkrieg als Ersatz für den Humvee eingesetzt, da dessen Panzerung die Besatzung nicht mehr ausreichend schützte.
Im Russisch-Ukrainischen Krieg wird das Fahrzeug von der Ukraine eingesetzt. Laut dem Oryx-Blog gingen mit Stand März 2025 mindestens 32 Fahrzeuge verloren.

## Technische Angaben
Er verfügt über eine umfassende Panzerung gegen Minen, Handfeuerwaffen und Splitter von Artillerie-Granaten. Aufgrund seiner starken Panzerung wiegt der Oshkosh M-ATV über 11 t. Zum Kraftstoffverbrauch macht der Hersteller keine Angaben. Angeblich soll der Wagen aber 20 Prozent weniger verbrauchen als vergleichbare Fahrzeuge. Die Reichweite des M-ATV liegt bei über 500 Kilometern.